# Історія піци
Історія піци починається в Стародавній Греції, коли греки почали випікати великі круглі й плоскі коржі поряд зі звичайним хлібом. Для начинки використовували овочі, фрукти й м'ясо.
Згідно етимологічному словнику италійської мови, слово pizza походить від латинського слова pinsere — товкти. За іншими версіями, pizza походить від ломбардського bizzo або pizzo, що означає «з'їсти щось за один раз або укус».
Попередником піци, ймовірно, була фокачча, коржик, відомий римлянам як panis fokacus, до якого потім додавали начинку. Сучасного вигляду піца набула в Неаполі, Італія, у XVIII або на початку XIX століття.
Слово піца вперше з'явилось в латинському тексті в н.е 997 центрального італійського міста Гаеті.
Піцу в основному їли в Італії та емігранти звідти. Це змінилося після Другої світової війни, коли війська союзників, дислоковані в Італії, почали насолоджуватися піцою разом з іншими італійськими стравами.

## Витоки
На острові Сардинія французькі та італійські археологи знайшли хліб, якому понад 7000 років тому. За словами Філіпа Марінваля, місцеві остров'яни, сардинці, квасили цей хліб. Плаский хліб в глиняних печах запікали стародавні євреї, вавілонці, єгиптяни, греки.
- У VI столітті до нашої ери перські солдати, які служили при Дарії Великому, пекли коржики з сиром і фініками поверх своїх бойових щитів.[5][6]
- У Стародавній Греції жителі готували корж під назвою плакус (πλακοῦς, род. πλακοῦντος – plakountos)[7], який був приправлений такими начинками, як зелень, цибуля, сир і часник.[8]
- Рання згадка про їжу, схожу на піцу, зустрічається в «Енеїді» (бл. 19 р. до н. е.), коли Селена, цариця Гарпій, передрікає, що троянці не знайдуть спокою, доки вони не будуть змушені голодом їсти свої столи (Книга III). У книзі VII Енею та його людям подають їжу, яка включає круглі коржі (наприклад, лаваш), покриті вареними овочами. Коли вони їдять хліб, вони розуміють, що це «столи», пророчені Селено.[9]

Деякі коментатори припускають, що походження сучасної піци можна простежити до піцареллі, яка була кошерною для пасхального печива, яке римські євреї їли після повернення із синагоги в це свято, хоча деякі також простежують її походження до іншого італійського пасхального хліба. В той же час є версія, що фокачча (перекладається як хліб запечений в печі, panis focacius), є віддаленим прародичем піци. Інші приклади пласких хлібців, які збереглися до наших днів із стародавнього середземноморського світу, — це манакіш у Леванті, кока (має солодкі та пікантні сорти) з Каталонії, Валенсії та Балеарських островів ; грецька піта ; лепінья на Балканах ; або п'ядіна в частині Емілії-Романьї в Італії, в регіоні Романья.
В інших частинах світу це можуть бути китайський бінг (китайська їжа на основі пшеничного борошна з плескатою або дископодібною формою); індійська парата (до складу якої входить жир); середньо- та південноазійські наан (дріжджовий) і роті (бездріжджовий); сардинський карасау, спианата. У фінів це рієска. В Європі існує багато рецептів пирогів, заснованих на ідеї покриття плоского тіста сиром, м'ясом, овочами та приправами, таких як ельзаський фламбе, німецький цибулевий пиріг і французький кіш.
У XVI столітті в Неаполі тонкий корж, що запікали в печі, називали піцею. Це була страва для бідних людей, вулична їжа, яка не вважалась особливим кухонним рецептом. Тільки після того, як іспанці привезли помідори з американського континенту, піца була винайдена в сучасній концепції.  Кажуть, що помідори потрапили до Королівства Неаполь і Сицилія, яке на той час було частиною Іспанської імперії, через Педро Альвареса де Толедо в XVI столітті або віце-короля Мануеля де Амата, який, можливо, подарував трохи насіння Неаполітанці в 1770 році від імені віце-королівства Перу. 
Через свій гіркий присмак помідори (з італійської pomo d'oro «золоте яблоко») ще два століття вважалися отруйними.

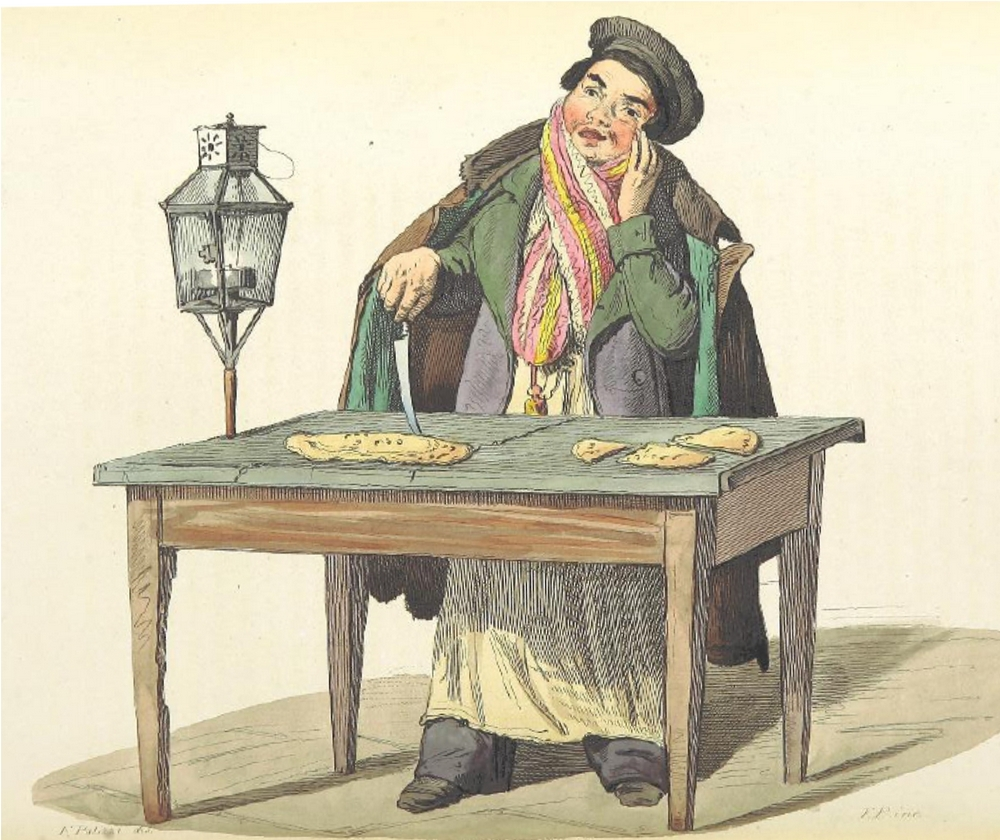
Ілюстрація піцайоло продає свої товари1858 р.

Піца довгий час залишалась неаполітанським стріт-фудом. так було до 19го століття. Перший ресторан-піцерію було відчинено у 1830 році в центрі Неаполя. він мав назву Pizzeria Port'Alba. А у 1843 році Олександр Дюма описав різноманіття начинок для піци.
Часто згадується історія про те, що 11 червня 1889 року на честь королеви Італії, Маргарити Савойської, неаполітанський виробник піци Раффаеле Еспозіто, власник піцерії «Brandi», створив «Піцу Маргариту» — піцу, прикрашену помідорами, моцарелою та базиліком, щоб кольорова гамма була подібна до національних кольорів прапора Італії.
Поступово піца перетворилася на звичайну страву з хліба та помідорів, яку часто подають із сиром. Основною начинкою спочатку були сир і сало, як найбільш калорійні продукти. До кінця XIX початку XX століття страва не була пікантною. У класичній кулінарній книзі Пеллегріно Артузі початку двадцятого століття La Scienza in cucina e l'Arte di mangiar bene подано три рецепти піци, усі з яких досить прості. Після відгуків деяких читачів Артузі додав надрукований аркуш у виданні 1911 року (виявлений істориком їжі Альберто Капатті), переплетений томом, із рецептом „піци алла наполетана“: моцарелла, помідори, анчоуси та гриби.
А у 1927 році перше видання il talismano della felicità (відомої італійської кулінарної книги) Ади Боні містить рецепт із помідорами та моцарелою. Останній продукт мав велике значення для появи сучасної піци — сир моцарелла буффало (mozzarella di bufala), який виготовляють з молока чорних домашніх буйволиць в регіоні Кампанія (його столицею є Неаполь). Моцарелла буффало відрізняється від звичайної моцарелли, що виготовлена з молока звичайних корів, більш ніжною текстурою й яскравим смаком. І тільки така моцарелла використовується в класичному рецепті неаполітанської піци.

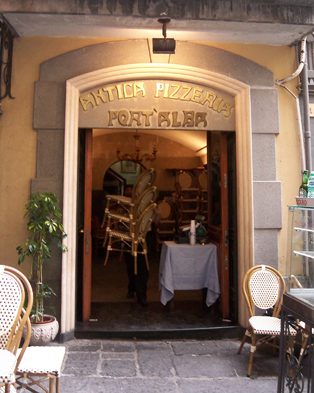
Піццерія Antica Pizzeria Port'Alba в Неаполі, вважається першою в світі піцерією

Згідно даних, знайдених істориком Антоніо Маттоцці в Державному архіві Неаполя, у 1807 році в місті існувало 54 піцерії.
У другій половині ХІХ століття кількість піцерій зросла до 120.
У Неаполі продавців піци розділяли на дві категорії: продавець піци (pizzaiuolo ambulante), який продавав піцу, але не робив її, і
продавець піци „a oggi a otto“, який виготовляв піцу та продавав її за плату протягом семи днів.
Один з перших видів піци — піца маринара, має начинку з помідорів, орегано, часнику та оливкової олії першого віджиму. Назва „маринара“ з'явилась, тому що традиційно її готувала „la marinara“ — дружина моряка для свого чоловіка-мореплавця після повернення з риболовлі в Неаполітанській затоці.
Найпопулярніша піца маргарита готується з невеликою кількістю томатного соусу, моцарелли та свіжого базиліка.
„Associazione Verace Pizza Napoletana“ — Асоціація справжньої неаполітанської піци», яка була заснована в 1984 році, встановила дуже конкретні правила, яких необхідно дотримуватися для автентичної неаполітанської піци: піцу потрібно випікати в дров'яній печі з куполом;
основа повинна бути замішана вручну;
її не можна розкочувати скалкою або іншими предметами;
готувати будь-яким механічним способом (i pizzaioli (виробники піци) готують піцу, розгортаючи її пальцями);
піца не повинна перевищувати 35 сантиметрів у діаметрі або мати товщину більше однієї третини сантиметра в центрі.
Асоціація також обирає піцерії по всьому світу, щоб виробляти та поширювати філософію та метод Verace Pizza Napoletana.
У Неаполі є багато відомих піцерій, де можна знайти цю традиційну піцу. Це заклади Da Michele, Port'Alba, Brandi, Di Matteo, Sorbillo, Trianon і Umberto. Більшість з них знаходиться в старовинному історичному центрі Неаполя. В цих піцеріях дотримуються ще суворіших стандартів, ніж зазначені правила.
Наприклад, використовують лише помідори Сан-Марцано, вирощені на схилах Везувію, збризкуючи їх оливковою олією та додаючи томатну начинку лише за годинниковою стрілкою. Борошно повинно бути певного помолу. А тісто перед випіканням поміщують до холодильника.
Основа для піци в Неаполі м'яка і податлива. У Римі віддають перевагу тонкій і хрусткій основі.Популярна форма піци в Італії — «pizza al taglio», це піца, яка випікається на прямокутних деках з різноманітними начинками і продається на вагу. Вона дуже подібна до неаполітанської. Але різниця пропорціями начинки. А в тісто додають більше оливкової олії. За рахунок цього воно є біль пластичним і його можна розтягнути тонкіше.
У 1962 році в Канаді ресторатором Семом Панопулосом, який емігрував з Греції, у ресторані Satellite у місті Чатем, Онтаріо, була винайдена «Гавайська» піца з ананасами та шинкою.
Сем Панопулос в своєму закладі готував звичні для Америки страви: гамбургери, картоплю фрі, пан кейки. одного разу заради експерименту він вирішив додати консервовані ананаси до піци. в ті роки начинка для піци не була різноманітною і складалася в основному з томатів, бекону, ковбаси, грибів й сиру. Спочатку така піца не набула популярності. Але згодом доволі швидко знайшла своїх шанувальників, а автор набув прізвисько «Володар ананасів».
У грудні 2009 року піца Napoletana отримала статус Protected Designation of Origin (PDO) від Європейського Союзу, який захищає її назву за походженням.
2012 року в Римі приготували найбільшу піцу в світі. Її площа склала 1261,65 квадратних метрів.
У 2016 році з'явились перші роботизовані автомати. які друкували піцу на 3D. Їх створила компанія BeeHex, яку широко висвітлювали ЗМІ.
У грудні 2017 року піца наполетана була внесена до Списків нематеріальної культурної спадщини ЮНЕСКО. ЮНЕСКО внесла піцу до списку нематеріальної культурної спадщини людства. Вона стала дев'ятим об'єктом в Кампанії, який охороняє держава і 58-м в Італії.

## Піца в Канаді

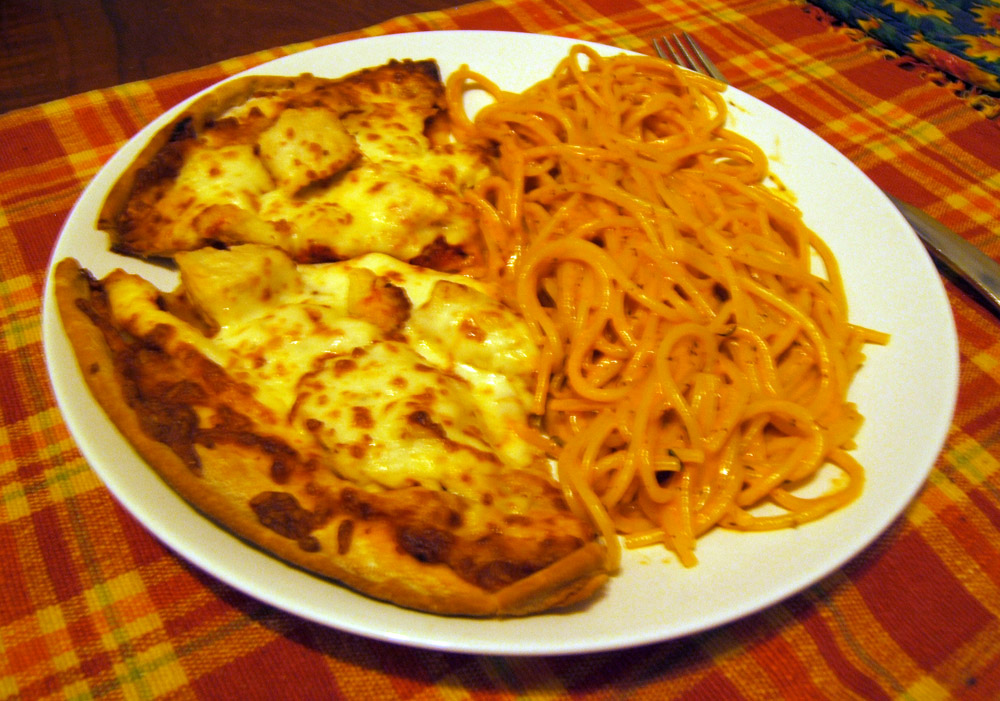
Піца-гетті, популярна комбінація страв у Квебеку

В Канаді перша піцерія була відкрита в 1948 році. Це була Pizzeria Napoletana в Монреалі. А печі для її випікання почали надходити в країну наприкінці 1950-х років. Найбільш затребуваними вони стали протягом 1960-х років, коли по всій країні відкривалося багато піцерій і ресторанів. Піцу подавали як в ресторанах так і невеликих піцеріях. Сучасні піцерії в своїй більшості також пропонують популярні італійські страви, такі як паста, салати, супи та равіолі. Мережі піцерій швидкого харчування також пропонують клієнтам інші варіанти на вибір, окрім замовлення піци, зокрема курячі крильця, картоплю фрі, салати і кальцоне. Піца Попс — це канадська закуска типу кальцоне, яка була представлена в 1960-х роках. Мережі піцерій по всій Канаді можна знайти в торгівельних центрах, школах і на прилеглих площах. Більшість із цих мереж пропонують клієнтам можливість посидіти й пообідати.
Популярністю в Канаді користується окремий вид піци — Pizza Poutine. ЇЇ назва не має нічого спільного з прізвищем воєнного злочинця й керманича славнозвісної держави, яка розпочала війну з Україною. Це традиційна страва канадського фаст-фуда й фаворит вподобань канадців. Це біла піца, яку готують без томатного соусу. Замість нього використовують соус Poutine і нестандартний інгредієнт — картопля-фрі.
«Канадська» піца зазвичай готується з томатним соусом, сиром моцарелла, пепероні, грибами і беконом. Існує багато варіацій цієї піци, але два видатні інгредієнти, які роблять цю піцу виразно канадською, це бекон і гриби.
У провінції Квебек дістала популярності «піца-геті». Її зазвичай можна знайти в меню фаст-фудів або сімейних ресторанів. Вона складається з піци, розрізаної навпіл, з невеликою порцією спагеті з томатним соусом. Популярний варіант передбачає використання спагеті як начинки для піци під сиром моцарелла.
Досить популярною є мережа піцерій Boston Pizza, також відома як BP's у Канаді та «Boston's – the Gourmet Pizza» в Сполучених Штатах і Мексиці. Вони є одним з найбільших франчайзингових ресторанів Канади. Бренд відкрив понад 325 представництв по всій Канаді та 50 у Мексиці та США. Перша піцерія Boston Pizza була відкрита в Едмонтоні, штат Альберта, у 1964 році під назвою «Boston Pizza & Spaghetti House», а заклади все ще відкриваються по всій країні. Цікавий факт: Boston Pizza створила першу в світі коробку піци, що виконує різдвяний гімн. Для реалізації різдвяної кампанії 2019 року Boston Pizza створила різдвяний гімн під назвою Chorus of the Pizza («Хор піци») й коробку, яка співає цей гімн. В пісні співається про те, що таке різдвяна піца: це обід з індичкою на піці, й піца на обід з індичкою. В гімні також перераховані інші інгредієнти: соус із журавлини, підливка і сир.
Мережа Pizza Pizza та її дочірня ТМ Pizza 73 у Західній Канаді є одними з найбільших брендів Канади. В 1967 році Майко Оверс відкрив в центрі Торонто свою першу піцерію. А вже через 40 років мережа Pizza Pizza налічувала більше 350 закладів на території Онтаріо. На сьогоднішній день вони мають понад 500 представництв по всій країні та виконують понад 29 мільйонів замовлень щорічно. (https://www.pizzapizza.ca/store/1/delivery)
Оскільки піца набирає популярності по всій країні, великі американські мережі піцерій, такі як Pizza Hut, Domino's Pizza та Little Caesars, розширили свої представництва в Канаді, конкуруючи з місцевими канадськими брендами.

## Піца в США

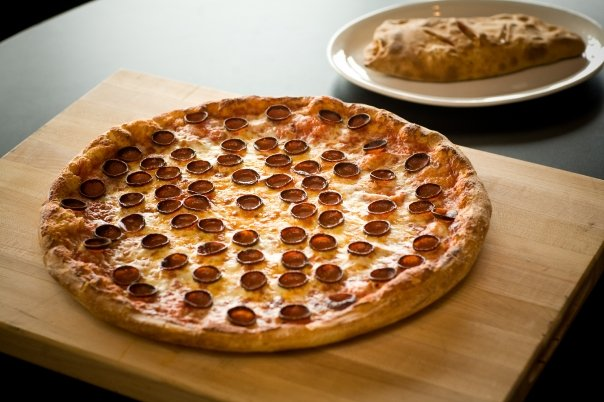

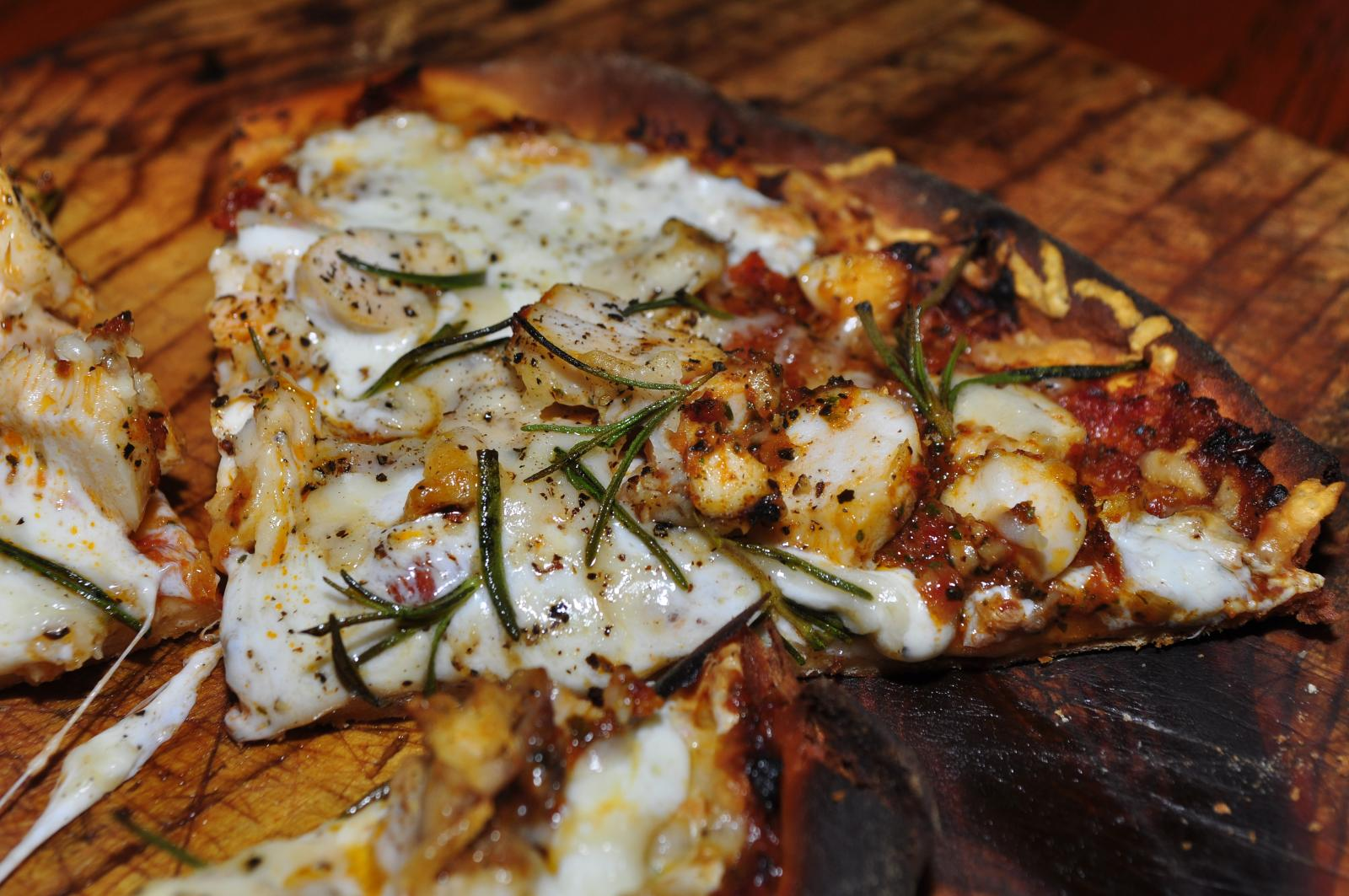
Піца зі смаженою куркою

В США піца вперше з'явилася з прибуттям італійських іммігрантів наприкінці XIX століття.
Згідно публікації в колонці на Serious Eats, 2009 р., першим друкованим згадуванням про «піцу», яка подається в США, була стаття 1904 року в The Boston Journal. Джованні та Дженнаро Бруно приїхали до Америки з Неаполя, Італія, у 1903 році та представили неаполітанську піцу в Бостоні. Пізніше Вінсент Бруно (син Джованні) відкрив першу піцерію в Чикаго.
Історії про відкриття першої піцерії в 1905 році, коли Дженнаро Ломбарді подав заявку на отримання ліцензії в Нью-Йорку на виготовлення та продаж піци, доволі суперечливі.
Одним із загальновизнаних перших підприємств США, яке продавало піцу, було виробництво Lombardi's, відкрите в 1897 році як продуктовий магазин на Спрінг-стріт, 53½. Тоді томатні пироги, загорнуті в папір і перев'язані ниткою, продавали в обідній час робітникам місцевих фабрик. А 1905 року ймовірний засновник, Дженнаро Ломбарді, отримав бізнес-ліцензію на управління рестораном-піцерією. Незабаром серед клієнтів піцерії був і італійський тенор Енріко Карузо. Пізніше Дженнаро Ломбарді передав бізнес своєму синові Джорджу.
До Нью-Джерсі піца потрапила з відкриттям Joe's Tomato Pies у 1910 році. А невдовзі, у 1912 році, на ринок вийшла Papa's Tomato Pies.1936 року було відкрито Томатні пироги Де Лоренцо. У той час як Joe's Tomato Pies закрили, Papa's і Delorenzo's керувала одна сім'я. Так з моменту їх відкриття вони й залишаються одними з найпопулярніших піц в регіоні. Frank Pepe Pizzeria Napoletana в Нью-Гейвені, штат Коннектикут, була ще однією першою піцерією, яка відкрилася в 1925 році (після того, як власник протягом 20–25 років подавав пироги з місцевих візків і пекарень). Вона відома своїм пирогом з молюсками в стилі Нью-Гейвена. А в 1938 році племінник Френка Пепе Сал Консільйо відкрив конкуруючий магазин Sally's Apizza на іншому кінці міста. Обома закладами досі керують нащадки оригінальної родини. Коли Сал помер, понад 2000 людей були присутні на його поминках, і The New York Times опублікувала півсторінки пам'яті.
В 1939 році сім'я Д'Амор представила піцу в Лос-Анджелесі.
А в Чикаго в 1943 році двоє підприємців, Айк Сьюелл і Рік Ріккардо, винайшли глибоку піцу в стилі Чикаго, яка й досі відома в усьому світі, як чиказька піца. Вони відкрили власний ресторан на розі Вабаш і Огайо, Pizzeria Uno.
До 1940-х років піцу споживали переважно італійські іммігранти та їхні нащадки. Після Другої світової війни ветерани, які повернулися з італійської кампанії, були вже добре знайомі з місцевою кухнею Італії. Й ринок Америки виявився готовим для розвитку піцерій. Ці заклади рекламували "ветерани, починаючи від найнижчого рядового до Дуайта Д. Ейзенхауера ". До 1960-х років піци були достатньо популярним, щоб їх можна було побачити в епізоді Попая-мореплавця.
До 1970-х рр. місцеві піцерії, якими часто керували італійські або (пізніше) грецькі мігранти, стали визначальною рисою життя в містах і передмістях зі значною кількістю етнічних італійців. Особливо навколо Нью-Йорка, Філадельфії та Чикаго. У таких піцеріях зазвичай окрім піци продавали сендвічі. З 1990-х також з'явились гіроси. Тонкі невеликі коржі з начинкою з овочів і м'яса. Чимось схожі на мексиканські тако. Поступово конкуренція між невеликими ресторанами тиха, але інтенсивна, призвела до високого рівня якості, який часто дивує відвідувачів з інших куточків США та є предметом регіональної гордості.
Ріст споживання піци різко збільшився з появою в США таких мереж піцерій, як Domino's і Pizza Hut.  Першою провідною мережею піцерій були Shakey's Pizza, заснована в 1954 році в Сакраменто, Каліфорнія. Pizza Hut була заснована в 1958 році в Вічіті, штат Канзас. Little Caesars, засновані в 1959 році в Гарден-Сіті, Мічиган.  Пізнішими мережами ресторанів на ринку піци в ресторані стали Bertucci's, Happy Joe's, Monical's Pizza, California Pizza Kitchen, Godfather's Pizza і Round Table Pizza, а також Domino's, Pizza Hut, Little Caesars і Papa Джона. Піца в піцеріях take and bake, а також охолоджена або заморожена піца в супермаркетах роблять піцу легкодоступною по всій країні. 13 % населення США вживає піцу в будь-який день.
Але наразі піца є не тільки фаст-фудом. Вона присутня в меню найпрестижніших ресторанів і може коштувати тисячі доларів.
Піца від Гордона Рамзі колись була внесена до Книги рекордів Гіннесса, як найдорожча в світі піца, доступна для придбання. До начинки цієї тонкої піци входять: пюре з цибулі, паста з білих трюфелів, сир фонтіна, baby-моцарелла, панчетта (різновид бекону), білі гриби і свіжа курчаволиста гірчиця.
Піца готується на багатті і прикрашена дуже рідкісним італійським білим трюфелем, вартість якого становить 2 500 доларів США за 1 кг. Одна піца продається за 250 доларів в ресторані Maze шеф-кухаря Гордона Рамзі в Лондоні. Піцу готують з ікрою, лобстерами, олениною і навіть прикрашають пелюстками листового золота.

## Подальше читання
- Барретт, Ліз (2014). Піца: фрагмент американської історії. Міннеаполіс: Voyageur Press
- Дікі, Джон (2010). Деліція: епічна історія італійців та їхньої їжі. Нью-Йорк: Вільна преса.
- Гельстоскі, Керол (2008). Піца: глобальна історія. Лондон: Берг.
- Маттоцці, Антоніо (2015). Винахід піцерії: історія приготування піци в Неаполі. Лондон: Bloomsbury Academic